# Builth Wells
Builth Wells (wal. Llanfair-ym-Muallt) – miasto w środkowej Walii, w hrabstwie Powys (historycznie w Brecknockshire), położone nad ujściem rzeki Irfon do rzeki Wye. W 2011 roku miasto liczyło 2568 mieszkańców.
W XI wieku Normanowie wznieśli tutaj gród stożkowaty, zniszczony przez Walijczyków w 1260 roku. W latach 1277–1282 król Anglii Edward I zbudował na jego miejscu zamek, w ramach prowadzonej przez niego kampanii mającej na celu całkowity podbój Walii. Zamek został uszkodzony w XV wieku podczas powstania Owaina Glyndŵra. Do dziś zachowały się jedynie wały ziemne.
W przeszłości lokalna gospodarka w dużej mierze opierała się na hodowli bydła. Miasto jest ośrodkiem uzdrowiskowym i turystycznym.